# Motueka (fleuve)
Pour les articles homonymes, voir Motueka.
Le Motueka, (en anglais : Motueka River) est un fleuve situé dans le nord de l’Île du Sud de la Nouvelle-Zélande.

## Géographie
Le fleuve Motueka s’écoule sur 116 km, en direction du nord, à partir des monts du sud-ouest du parc forestier du mont Richmond où il prend sa source, soit à 40 km au sud-ouest de la ville de Nelson, et se jette dans la baie de Tasman à 3 km au nord de la ville homonyme de Motueka, en Nouvelle-Zélande.
Il s'oriente d’abord vers le sud, dans un paysage de collines raides, puis prend la direction du nord sur un terrain ondulé jusqu’à l'ouest de la baie de Tasman, passant par de petits villages tels que Ngatimoti, Woodstock, ou Riwaka juste avant de se jeter dans la baie. Ces villages sont reliés à la ville de Motueka, au nord, et à la State Highway 6/SH 6, au sud, par la « Motueka Valley Highway » (State Highway 61 (en)).
Le fleuve Motueka a trois affluents principaux : la rivière Motupiko, la rivière Wangapeka et la rivière Baton, ainsi que de petits affluents appelés : les rivières Pearse, Dove, Tadmor, et la rivière Rainy.

## Géologie
Le fleuve Motueka court à travers une large bande de granite et une zone d’alluvions récentes, avec un mélange complexe de roches sédimentaires et ignées, originaires des terrains  montagneux de la chaîne de Wharepapa/ Arthur Range (en) , qui forme la limite ouest du bassin d’origine et une région de graviers soudés par de la glaise à la limite est du bassin. Tout comme les granites, la large variété des types de roches retrouvées le long du lit du fleuve comprend un mélange complexe de roches du socle rocheux , des roches ultramafiques, des  sédiments anciens ou récents

## Inondation et débit de la rivière
Le fleuve Motueka est un cours d’eau  avec un flux annuel moyen de 59 mètres cubes par seconde et un débit allant de six à plus de 2 100 mètres-cubes par seconde. La moyenne mensuelle du débit présente des variations saisonnières  et des maximums en hiver et au printemps. Les bassins de drainage au niveau de la  montagne vers l’ouest et le sud-est ont les taux de pluviosité les plus hauts et fournissent la partie essentielle de la moyenne annuelle du débit du fleuve Motueka. La survenue d’inondations significatives était un problème sérieux pour les populations locales, une inondation majeure survenue en 1877 conduisit à des phénomènes d’érosion étendus et à des changements du cours de la rivière en plusieurs endroits. Il y a eu depuis d’autres inondations sévères en janvier 1895, juillet 1929, juin 1954 et avril 1957 mais ceci était considéré comme devant être solutionné depuis que le projet du Motueka Catchment Control Scheme fut terminé en 1982. Toutefois, en mai 2010, vingt maisons furent inondées par le fleuve Motueka dans le secteur de  Wangapeka près de Tapawera et les résidents ont dû être évacués.

## Pèche
C’est un lieu touristique populaire pour les sports aquatiques et pour la pèche.
Le  fleuve est bien connu pour ses excellents sites de pèche de la truite brune sur tout son parcours. Un grand nombre de truites se tiennent sous la confluence de la rivière Wangapeka et d’importants trophées y ont été attrapés.

## Les sports d’eau
Le fleuve est aussi réputé pour le rafting, la canyoning ou juste la nage (drifting down) sur un simple pneu. Des kayaks peuvent être loués à un certain nombre de sociétés commerciales et des promenades organisées sont disponibles.

## Qualité de l’eau
Le fleuve Motueka est relativement peu pollué en comparaison avec la plupart des rivières de la Nouvelle-Zélande et présente habituellement les qualités de l’eau réclamées pour la pratique de la natation dans les conditions de basses eaux  .

## Les algues invasives
Des précautions ont été prises pour contrôler la diffusion d’une algue invasive nommée : Didymosphenia geminata, communément connue sous le nom de didymo ou rock snot, une espèce de diatomées, que l’on trouve dans le fleuve Motueka et ses affluents. Cette algue croit par temps chaud et dans les eaux peu profondes et peut former de larges tapis sur le fond de la rivière. Elle n’est pas considérée comme un risque sanitaire mais peut affecter l’habitat et les sources d’aliments de la faune des ruisseaux et des sources et rendre les activités de loisir peu plaisantes. Elle est  considérée une nuisance et un organisme ou une espèce envahissante. L’algue microscopique peut se disperser à partir d’une simple goutte d’eau, aussi les pécheurs à la ligne doivent-ils nettoyer leurs cuissardes et leurs bottes avant de se déplacer vers une rivière différente et ils risquent une amende de 100 000 dollars et jusqu’à cinq ans de prison.

## Projet Integrated Catchment Management (ICM)
Le fleuve Motueka présente une large palette d’utilisation des terres de son bassin, qui s’étend sur plus de 2000 km2, comprenant l’agriculture traditionnelle avec les cultures du houblon (hops), du tabac, des Nashi ou Pyrus pyrifolia, poires d’Asie qui ressemblent à une pomme et surtout les  kiwis, qui poussent sur les berges de la partie moyenne ou inférieure de la rivière mais aussi des forêts  commerciales sur les terres basses et les zones de collines. Les cultures vivrières comprennent habituellement l’élevage des moutons et des bœufs et de façon croissante les fermes laitières, ce qui implique un nombre de vaches croissant le long de la rivière, et donc finalement cela peut affecter la qualité de l’eau, par l’introduction de  coliformes fécaux et  des conflits avec les sports tels que la pèche. Un projet de recherche spécial fut dès lors établi dans le cadre d’un programme sur neuf ans, qui débuta en juillet 2000 et se terminait en septembre 2010. Le but de la recherche était de fournir des informations pour aider au management de l’environnement du secteur en utilisant l’approche de la gestion intégrée de l'ensemble du bassin de drainage du cours d'eau ou (ICM) (en). Celui-ci considère le bassin de drainage du fleuve dans son ensemble comme un écosystème isolé et inclut des considérations sur les facteurs sociaux, économiques et politiques.